# Сельское поселение «Деревня Алекино»
Сельское поселение «Деревня Алекино» — муниципальное образование в составе Тарусского района Калужской области России.
Центр — деревня Алекино.

## Состав
В поселение входят 14 населённых мест:
- деревня Алекино
- деревня Арпыли
- деревня Глинище
- деревня Екатериновка
- деревня Ильенки
- деревня Крюково
- деревня Ладыжино
- деревня Мансурово
- деревня Марфино
- деревня Паршино
- деревня Потетино
- деревня Почуево
- село Трубецкое
- деревня Шишкино

## Население
| 2010 | 2012 | 2013 | 2014 | 2015 | 2016 | 2017 |
| ---- | ---- | ---- | ---- | ---- | ---- | ---- |
| 413  | ↘407 | ↘395 | ↘380 | ↗395 | ↗406 | ↗454 |
| 2018 | 2019 | 2020 | 2021 |      |      |      |
| ↗482 | ↗487 | ↗500 | ↘455 |      |      |      |

Население сельского поселения составляет 413 человек .